# أندا آدم
أندا آدم (بالرومانية: Anda Adam)‏ هي مغنية وعارضة رومانية، ولدت في 27 أبريل 1980 في بوخارست في رومانيا.

## وصلات خارجية
- الموقع الرسمي
- أندا آدم على موقع IMDb (الإنجليزية)
- أندا آدم على موقع ميوزك برينز (الإنجليزية)
- أندا آدم على موقع أول ميوزيك (الإنجليزية)
- أندا آدم على موقع ديسكوغز (الإنجليزية)